# Thing-Fish
Thing-Fish è un concept album del musicista e compositore statunitense Frank Zappa, pubblicato nel 1984 su triplo LP in vinile. Alla sua uscita venne pubblicizzato come la colonna sonora di un progettato musical dallo stesso nome, ma Zappa non arrivò mai a produrlo in vita, anche se venne in seguito messo in scena nel 2003, dieci anni dopo la sua morte.

## Il disco
La complicata trama della storia narrata sull'album comprende elementi quali: i teatri di Broadway, l'AIDS, l'eugenetica, le teorie cospiratorie, il femminismo, l'omosessualità, e la cultura afroamericana. In essa viene presentato un malvagio e razzista principe/critico teatrale ("The Evil Prince") che crea in laboratorio una malattia per sterminare gli afroamericani e gli omosessuali. La malattia viene testata su prigionieri che vengono trasformati in esseri deformi chiamati "Mammy Nuns" guidati dal narratore della storia, un mutante dal nome "Thing-Fish" ("la cosa pesce"). La storia contiene inoltre la satira di una coppia "W.A.S.P." ("White Anglo-Saxon Protestant"), tali Harry & Rhonda, che assistono ad uno spettacolo messo in piedi dai Mammy Nuns, e si ritrovano a confrontarsi con il proprio passato: Harry presentato come un ragazzino gay represso, e Rhonda una bambola del sesso fattasi carne ed ossa.
Il copione si sviluppò nel corso delle sedute di registrazione, che inclusero anche nuove sovraincisioni di estratti di brani musicali già apparsi su precedenti album di Zappa quali Zoot Allures, Tinseltown Rebellion, You Are What You Is e Ship Arriving Too Late to Save a Drowning Witch. La pubblicazione del disco venne inizialmente cancellata quando la MCA Records si rifiutò di distribuire l'album. Fu invece la Capitol Records a pubblicare l'opera negli Stati Uniti. Thing-Fish venne accolto malamente dalla critica al suo apparire, ed ebbe scarso riscontro commerciale. I critici fecero soprattutto notare l'utilizzo di materiale "riciclato" da altri dischi, e la pochezza delle intuizioni melodiche delle tracce presenti su disco appesantite da ingombranti e tediose parti recitate. Da allora l'album ha subito una parziale rivalutazione da parte della critica di settore grazie alla sua forte carica satirica e provocatoria.

### Origine
Prima di partire per Londra per registrare con la London Symphony Orchestra, Frank Zappa si trovava a casa durante le festività natalizie del 1982. Sebbene ufficialmente a riposo, Zappa fu molto impegnato a scrivere, e produrre trattamenti per tre film e un musical chiamato Thing-Fish. Tra il 1981 e il 1982, i teatri di Broadway si erano orientati verso lavori maggiormente sperimentali a confronto dei soliti musical conservatori, prendendo in considerazioni anche lavori che, in precedenza, venivano considerati troppo pretenziosi o volgari. Thing-Fish mette in ridicolo affermazioni fatte dalla critica teatrale dell'epoca, oltre a scagliarsi contro la mediocrità della cultura americana di massa. Precedentemente, Zappa aveva cercato senza successo di mettere in piedi due musical a Broadway, Hunchentoot, che fornì la base per la ristampa in compact disc di Sleep Dirt, e un adattamento musicale del romanzo Pasto nudo di William S. Burroughs. Thing-Fish ingloba inoltre azzardate teorie circa temi controversi come l'AIDS, il femminismo, i gay chic, il razzismo, e varie teorie del complotto.
Zappa cercò di produrre Thing-Fish come uno spettacolo di Broadway. In promozione al progettato musical, dalla sequenza basata sulla scena del "Briefcase Boogie" venne realizzata una seduta fotografica pubblicata in esclusiva per la rivista pornografica Hustler, accompagnata da estratti dei dialoghi dell'opera. La sequenza era lunga 28 pagine. Mentre l'album venne pubblicato, Zappa non riuscì mai a racimolare il budget di 5 milioni di dollari necessario per produrre lo spettacolo, e cancellò il progetto. Successivamente, dialoghi estratti da Thing-Fish apparvero sull'album Frank Zappa Meets the Mothers of Prevention, inseriti nel pezzo Porn Wars.

### Stile ed influenze

#### Testi e tematiche
Il personaggio di Thing-Fish venne interpretato da Ike Willis, che aiutò anche a stendere i dialoghi facendo uso del pittoresco slang afroamericano parlato nei ghetti. Secondo Willis: «nella mia famiglia, scherzavamo su questa specie di dialetto, che a me sembrava così simile al linguaggio utilizzato nelle poesie di Paul Laurence Dunbar. [...] Chiesi a Frank se avesse mai sentito parlare di questo poeta, ed egli mi disse di no, così iniziai a fargli qualche esempio dell'arte di Dunbar, tanto che alla fine, essa finì per essere una delle influenze principali presenti nel modo di parlare di Thing-Fish».
I minstrel show di fine ottocento/inizio novecento servirono come fonte di ispirazione e satira per la storia. Il personaggio di Thing-Fish è spesso visto anche come una presa in giro della serie Amos 'n' Andy, una controversa trasmissione radiofonica di successo andata in onda dagli anni venti agli anni cinquanta, contro la quale aveva protestato la NAACP ("Associazione nazionale per la promozione delle persone di colore"), per la sua rappresentazione razzista degli afroamericani". In più, Zappa ironizza sullo stereotipo razziale della "Mami", la cameriera di colore del film Via col vento, interpretata da Hattie McDaniel.
Thing-Fish è deliberatamente una "storia senza storia", focalizzando l'attenzione su una coppia WASP, Harry e Rhonda, che assiste a una recita a cui partecipano i Mammy Nuns. La storia termina seguendo questi due personaggi attraverso il loro percorso psicanalitico. Alla fine viene rivelato che Harry è un omosessuale latente risultato delle inibizioni del femminismo, che gli ha causato un calo di desiderio sessuale verso le donne; mentre Rhonda in gioventù viene dipinta come una bambola del sesso senza cervello, per poi con la maturità diventare sempre più fascista e femminista in maniera oppressiva verso il partner.

#### Musica ed esecuzioni

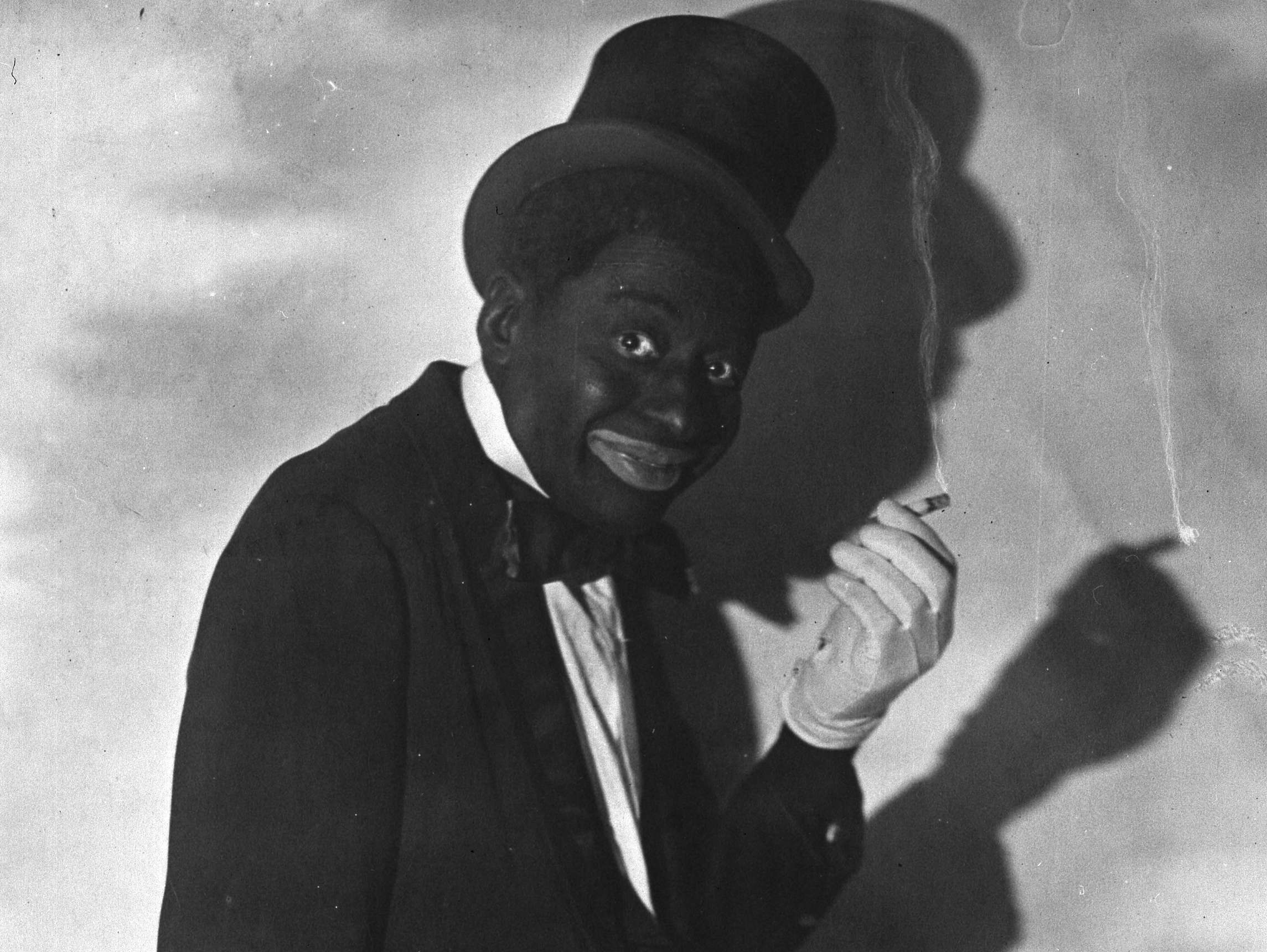
Il concetto di Thing-Fish mette in satira i minstrel show di inizio novecento. I "Mammy Nuns" ricordano gli attori chiamati "Blackface" con la faccia dipinta di nero per sembrare negri.

Il prologo viene narrato attraverso un monologo recitato sopra un sottofondo strumentale con un riff di chitarra hard rock. Segue poi la canzone The Mammy Nuns, nata da uno strumentale hard rock, che appare dal vivo come The Mammy Anthem in You Can't Do That on Stage Anymore, Vol. 1. Galoot Up-Date è una versione alternativa della traccia The Blue Light, apparsa in precedenza sull'album Tinseltown Rebellion. Quando Harry e Rhonda esprimono la propria ammirazione per la "performance" del principe malvagio, si ascolta una versione primitiva di una composizione di Zappa al synclavier intitolata Amnerika. Clowns on Velvet era già stata eseguita dal vivo in concerto come strumentale senza titolo.
Johnny "Guitar" Watson, appare nelle vesti del personaggio di "Brown Moses", fornendo un commento sonoro alla canzone He's So Gay, e cantando Brown Moses, brano influenzato dalla musica soul e gospel. Il primo atto si conclude con Artificial Rhonda, una riscrittura del brano Ms. Pinky, incluso in Zoot Allures.
La traccia successiva inizia con altra musica programmata al synclavier da Zappa, e la voce computerizzata di The Crab-Grass Baby, seguita dai Mammy Nuns che cantano The White Boy Troubles. Il "principe malvagio", rovinatosi con le sue stesse mani, fornisce un soliloquio sotto forma di ballata pianistica stile Broadway, intitolato Wistful Wit a Fist-Full.

### Pubblicazione
L'album Thing-Fish era stato programmato dalla Barking Pumpkin Records per essere pubblicato tramite la distribuzione della MCA Records. La MCA produsse anche un test pressing del triplo LP, ma rifiutò di distribuire l'opera a seguito della segnalazione di una loro impiegata dell'ufficio controllo qualità che si era sentita offesa dal contenuto del disco.
In tutta fretta venne stretto un accordo con la EMI Records, che autorizzò la distribuzione negli Stati Uniti di Them or Us e Thing-Fish mediante la Capitol Records. Zappa stesso scrisse un avviso da apporre sulla copertina dell'album dove asseriva che nonostante l'album contenesse un linguaggio "del quale una società veramente libera non dovrebbe avere paura", garantiva che l'ascolto dell'album non avrebbe causato agli ascoltatori "il tormento eterno tra le fiamme dell'inferno dove il tizio con le corna e il forcone fa il suo lavoro". Successivamente Thing-Fish venne ristampato come doppio CD dalla Rykodisc nel 1995 e dalla Universal Music Group nel 2012.

### Accoglienza
| Recensione     | Giudizio |
| -------------- | -------- |
| AllMusic       |          |
| Piero Scaruffi |          |
| Ondarock       |          |

Thing-Fish venne accolto in maniera principalmente negativa dai critici quando venne pubblicato nel 1984; in particolare la critica si soffermò sul fatto che molti dei brani presenti sull'album erano stati riciclati da altri dischi ed adattati con nuovi testi al concept generale, e alcuni detrattori finirono per considerare l'opera nulla più che una raccolta di pezzi già noti. Lo scrittore e giornalista musicale Barry Miles lo giudicò uno dei lavori "più superflui" nella sterminata discografia di Zappa.
Attualmente, l'album è stato parzialmente rivalutato, descritto da Kevin Courrier in Dangerous kitchen: the subversive world of Zappa come "un compendio di tutti gli attacchi di Zappa alla politica ed ipocrisia sessuale della cultura statunitense". Nell'articolo del 2007 Frank Zappa and Musical Theatre: Ugly Ugly O'phan Annie and Really Deep, Intense, Thought-provoking Broadway Symbolism, Paul Carr descrive Thing-Fish come "uno straordinario esempio di bricolage". Nella recensione al disco da parte di François Couture sul sito web AllMusic, Thing-Fish è indicato come il "più controverso, frainteso, e sottovalutato album di Zappa", aggiungendo che nonostante non si tratti effettivamente di un capolavoro, "l'opera è molto più di un semplice contenitore di brani riciclati".

## Tracce
Side 1
1. Prologue  - 2:56
2. Mammy Nuns  - 3:31
3. Harry and Rhonda  - 3:36
4. Galoot Up-Date  - 5:27

Side 2
1. 'Torchum' Never Stops  - 10:32
2. That Evil Prince  - 1:17
3. You Are What You Is  - 4:31

Side 3
1. Mudd Club  - 3:17
2. Meek Shall Inherit Nothing  - 3:14
3. Clowns on Velvet  - 1:51
4. Harry-as-a-Boy  - 2:34
5. He's So Gay  - 2:44

Side 4
1. Massive Improve'lence  - 5:07
2. Artificial Rhonda  - 3:32
3. Crab-Grass Baby  - 3:48
4. White Boy Troubles  - 3:34

Side 5
1. No Not Now  - 5:49
2. Briefcase Boogie  - 4:10
3. Brown Moses  - 3:01

Side 6
1. Wistful Wit a Fist-Full  - 4:00
2. Drop Dead  - 7:56
3. Won Ton On - 4:19

## Formazione
Musicisti
- Frank Zappa — chitarra, synclavier
- Steve Vai — chitarra
- Ray White — chitarra
- Tommy Mars — tastiere
- Chuck Wild — pianoforte broadway
- Arthur Barrow — basso
- Scott Thunes — basso
- Jay Anderson — contrabbasso
- Ed Mann — percussioni
- Chad Wakerman — batteria
- Steve De Furia — proggrammazione synclavier
- David Ocker — programmazione synclavier

Cast
- Ike Willis — Thing-Fish
- Terry Bozzio — Harry
- Dale Bozzio — Rhonda
- Napoleon Murphy Brock — The Evil Prince
- Bob Harris — Harry-As-A-Boy
- Johnny "Guitar" Watson — Brown Moses
- Ray White — Owl-Gonkwin-Jane Cowhoon